# Protosticta satoi
Protosticta satoi är en trollsländeart som beskrevs av Syoziro Asahina 1997. Protosticta satoi ingår i släktet Protosticta och familjen Platystictidae. IUCN kategoriserar arten globalt som otillräckligt studerad. Inga underarter finns listade i Catalogue of Life.